# Get on with It
Get On With It to pochodzący z 2006 roku, koncertowy album brytyjskiej anarchopunkowej grupy Chumbawamba. Na krążku znajdują się dobrze znane utwory zespołu, nagrane podczas akustycznych koncertów w Anglii w 2006 roku.

## Lista utworów
1. Buy Nothing Day - 3:26
2. A Stitch In Time - 2:39
3. Song On The Times - 2:42
4. Hard Times of Old England - 2:11
5. By & By - 4:29
6. Jacob’s Ladder (not in my name) - 4:21
7. Timebomb - 3:19
8. Homophobia - 2:08
9. William Francis - 4:43
10. Learning To Love - 3:17
11. Diggers' Song - 2:28
12. On eBay - 4:42
13. Hanging On The Old Barbed Wire - 2:31
14. Bella Ciao - 4:48